# Юность (Башкортостан)
Юность (баш. Юность) — деревня в Шаранском районе Республики Башкортостан Российской Федерации. Входит в состав Мичуринского сельсовета. После основания (в 1920-х годах) обозначалась как товарищество, затем деревня, в 1950-х годах — село.

## География

### Географическое положение
Расположена в северо-восточной части района у истока реки Шаран, в полукилометре от автодороги 80Н-060 «Шаран — Новобалтачево — Андреевка». Расстояние до:
- районного центра (Шаран): 28 км,
- центра сельсовета (Мичуринск): 10 км,
- ближайшей ж/д станции (Туймазы): 70 км.

### Климат
Деревня, как и весь район, относится к лесостепной зоне, климат характеризуется как умеренно континентальный. Среднегодовая температура воздуха — от 1,5 до 2,0 °С. Средняя температура воздуха самого тёплого месяца (июля) — 19 °C (абсолютный максимум — 40 °C); самого холодного (января) — −15 °C (абсолютный минимум — −49 °C). Среднегодовое количество атмосферных осадков составляет 429 мм с колебаниями от 415 до 580 мм, наибольшее количество выпадает летом и осенью. Распределение их по годам и по периодам года крайне неравномерное. Продолжительность снежного покрова в среднем 180 дней.
| Показатель                                                | Янв. | Фев. | Март | Апр. | Май | Июнь | Июль | Авг. | Сен. | Окт. | Нояб. | Дек. |
| --------------------------------------------------------- | ---- | ---- | ---- | ---- | --- | ---- | ---- | ---- | ---- | ---- | ----- | ---- |
| Средний суточный максимум, °C                             | −7   | −6   | −2   | 9    | 18  | 23   | 24   | 23   | 17   | 8    | −1    | −6   |
| Средний суточный минимум, °C                              | −16  | −15  | −8   | 0    | 6   | 11   | 13   | 11   | 7    | 1    | −6    | −13  |
| Норма осадков, мм                                         | 26   | 23   | 25   | 33   | 49  | 63   | 56   | 53   | 47   | 48   | 34    | 32   |
| Источник: Климат Юность. Дата обращения: 18 февраля 2022. |      |      |      |      |     |      |      |      |      |      |       |      |

## История
До начала XX века территория деревни была покрыта лесом, примерно с середины 1900-х годов малоземельные крестьяне деревни Новотроицк стали покупать участки этого леса и корчевать под пашню. Осенью 1920 года житель этой деревни Сергей Николаев переселился на новое место, за ним в 1921 году переселились семьи Григория Кузнецова, Ивана Мухина и Григория Гаврилова. Однако между ними и жителями деревни Ивановка был земельный спор, разрешившийся по решению кантонного суда. Новую деревню назвали Берёзовкой, потому что с трёх сторон её окружали берёзовые рощи. В 1924 году организовали ТОЗ (товарищество по совместной обработке земли); государству сдавали из зерновых только хлеб, а от него напрокат получали некоторые сельскохозяйственные орудия, оставшиеся затем в хозяйствах. Позже по названию товарищества переименовали и деревню. Юновский ТОЗ имел большой авторитет.
В 1925 году — товарищество Юность Шаранской волости Белебеевского кантона Башкирской АССР. В 1929 году посёлок артели «Юность» был перечислен в состав Резяповской волости. Осенью 1929 года организовали коммуну, которая в 1933 году стала колхозом «Юность». К 1930 году здесь насчитывалось 18 дворов, действовали семилетняя школа, медпункт, магазин, народный дом (впоследствии клуб), ясли-сад, столовая, водяная мельница. Был заложен колхозный сад.
В 1930 году в республике было упразднено кантонное деление, образованы районы. Артель «Юность» вошла в состав Бакалинского района, затем перешла в состав Чекмагушевского района.
В 1935 году населённый пункт, бывший тогда центром сельсовета, передан в состав вновь созданного Шаранского района, 9 мая 1937 года сельсовет был разделён, Юность вошла в состав нового Триключинского сельсовета. В 1939 году — деревня Юность Триключинского сельсовета Шаранского района.
К началу войны колхоз стал одним из самых передовых хозяйств района, дважды участвовал в ВДНХ. Здесь выращивали коноплю, делали кирпич, была шерсточесалка, две пасеки и два пруда для выращивания рыбы; от этих занятий получали большой доход. На защиту Родины ушли 26 мужчин деревни, вернулось лишь 12 человек. После войны были возобновлены прежние производства, построили мельницу и циркулярную пилораму.
В 1952 и 1959 году зафиксирована как село Юность того же сельсовета. К 1961 году Юность вновь стала деревней, с 1960 года она вошла в состав совхоза «Мичуринский».
В 1960-х годах Триключинский сельсовет после изменения границ был переименован в Юношеский, центр перенесён в деревню Юность. В начале 1963 года в результате реформы административно-территориального деления деревня была включена в состав Туймазинского сельского района, с марта 1964 года — в составе Бакалинского, с 30 декабря 1966 года — вновь в Шаранском районе.
В мае 1992 года Юношеский сельсовет вместе с деревней Юность вошёл в состав Мичуринского.
В 1999 году деревня по-прежнему входила в состав совхоза «Мичуринский».

## Население
| Год  | Число жителей | Мужчин | Женщин | Дворов | Преобл. нац.  |
| ---- | ------------- | ------ | ------ | ------ | ------------- |
| 1925 | ?             | ?      | ?      | 10     | чуваши        |
| 1939 | 109           | 54     | 55     | ?      | ?             |
| 1959 | 128           | 54     | 74     | ?      | чуваши        |
| 1970 | 158           | 71     | 87     | ?      | чуваши        |
| 1979 | 132           | 65     | 67     | ?      | чуваши        |
| 1989 | 60            | 26     | 34     | ?      | чуваши        |
| 2002 | 114           | 49     | 65     | ?      | чуваши (74 %) |
| 2010 | 106           | 53     | 53     | ?      | ?             |

## Инфраструктура
Деревня по состоянию на 2009 год входила в состав КФХ «Шаран-Агро». Действует машинно-тракторная мастерская, до недавнего времени работали сельский клуб (ныне снесён) и птицеферма. Деревня электрифицирована и газифицирована, есть водопровод и кладбище. В деревне две улицы — Гагарина и Пушкина, протяжённость улично-дорожной сети составляет 0,42 км. На автобусной остановке «Юность» близ деревни останавливается автобус «Шаран — Уфа». Деревню обслуживает Шаранская центральная районная больница; фельдшерско-акушерский пункт и почтовое отделение находятся в самой деревне, а средняя школа — в деревне Три Ключа.